# Sei Sikambing B
Sei Sikambing B is een bestuurslaag in het regentschap Medan van de provincie Noord-Sumatra, Indonesië. Sei Sikambing B telt 23.102 inwoners (volkstelling 2010).